# Северовирджинская армия при Аппоматтоксе
9 апреля 1865 года после сражения при Аппоматтоксе и во время капитуляции, Северовирджинская армия генерала Роберта Ли насчитывала  28 231 человек. Она состояла из четырёх корпусов, из которых первый и третий были сведены в один. (В скобках указывается количество рядовых и офицеров полка, как они были записаны при капитуляции)

## Штаб
Главнокомандующий — генерал Роберт Ли
Военная полиция: майор Д.  Б. Бриджфорд
- 1-й вирджинский пехотный батальон (139 чел.)
- 44-й вирджинский пехотный батальон, рота В (?)

Эскорт
- 39-й вирджинский кавалерийский батальон (92 чел.)

Инженерная часть: полковник Т. Талкотт
- 1-й инженерный полк (191)
- 2-й инженерный полк (94)

## Первый корпус Северовирджинской армии
Командующий: генерал-лейтенант Джеймс Лонгстрит (после гибели Эмброуза Хилла он же командовал III корпусом)
Размер корпуса: 15 942 чел.
Дивизия Джорджа Пикетта (Пикетт отстранен от командования 8 апреля)
- Бригада Джорджа Стюарта
  - 9-й Вирджинский пехотный полк (40 чел.)
  - 14-й Вирджинский пехотный полк (58 чел)
  - 38-й Вирджинский пехотный полк (95 чел.)
  - 53-й Вирджинский пехотный полк (86 чел.)
  - 57-й Вирджинский пехотный полк (87 чел.)
- Бригада Монтгомери Корсе (Корсе попал в плен 6 апреля и его бригадой командовал полковник Артур Херберт)
  - 15-й Вирджинский пехотный полк (69 чел.)
  - 17-й Вирджинский пехотный полк (125 чел.)
  - 29-й Вирджинский пехотный полк (31 чел.)
  - 30-й Вирджинский пехотный полк (90 чел.)
  - 32-й Вирджинский пехотный полк (48 чел.)
- Бригада Эппы Хантона (Хантон попал в плен 6 апреля и его бригадой командовал майор Майкл Спессард)
  - 8-й Вирджинский пехотный полк (12 чел.)
  - 18-й Вирджинский пехотный полк (70 чел.)
  - 19-й Вирджинский пехотный полк (30 чел.)
  - 28-й Вирджинский пехотный полк (56 чел.)
  - 56-й Вирджинский пехотный полк (33 чел.)
- Бригада Уильяма Терри (под ком. майора Уильяма Бентли)
  - 1-й Вирджинский пехотный полк (17 чел.)
  - 3-й Вирджинский пехотный полк (70 чел.)
  - 7-й Вирджинский пехотный полк (20 чел.)
  - 11-й Вирджинский пехотный полк (31 чел.)
  - 24-й Вирджинский пехотный полк (24 чел.)

Дивизия Чарльза Филда
- Бригада Эвандера Лоу
  - 4-й Алабамский пехотный полк (224 чел.)
  - 15-й Алабамский пехотный полк (220 чел.)
  - 44-й Алабамский пехотный полк (209 чел.)
  - 47-й Алабамский пехотный полк (207 чел.)
  - 48-й Алабамский пехотный полк (136 чел.)
- Бригада Джорджа Андерсона
  - 7-й Джорджианский пехотный полк (188 чел.)
  - 8-й Джорджианский пехотный полк (153 чел.)
  - 9-й Джорджианский пехотный полк (189 чел.)
  - 11-й Джорджианский пехотный полк (190 чел.)
  - 59-й Джорджианский пехотный полк (267 чел.)
- Бригада Генри Беннинга
  - 2-й Джорджианский пехотный полк (158 чел.)
  - 15-й Джорджианский пехотный полк (246 чел.)
  - 17-й Джорджианский пехотный полк (186 чел.)
  - 20-й Джорджианский пехотный полк (210 чел.)
- Бригада Грегга (под ком. полковника Поуэлла)
  - 3-й Арканзасский пехотный полк (147 чел.)
  - 1-й Техасский пехотный полк (149 чел.)
  - 4-й Техасский пехотный полк (160 чел.)
  - 5-й Техасский пехотный полк (162 чел.)
- Бригада Джона Бреттона
  - 1-й Южнокаролинский пехотный полк (223 чел.)
  - 5-й Южнокаролинский пехотный полк (282 чел.)
  - 6-й Южнокаролинский пехотный полк (358 чел.)
  - 2-й Южнокаролинский винтовочный (288 чел.)

Дивизия Джозефа Кершоу

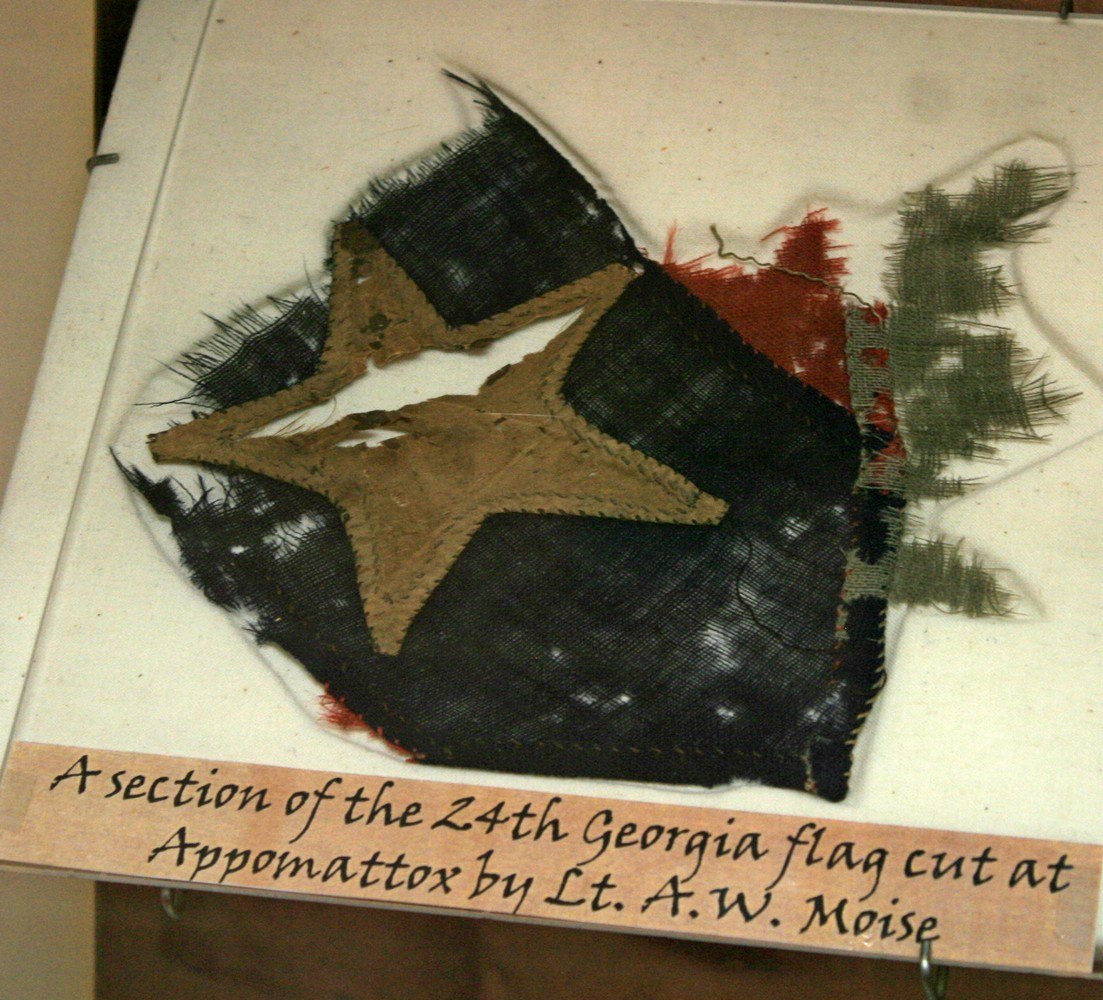
Кусок флага 24-го джорджианского полка, разодранного на части во время капитуляции.

- Бригада Дадли Дубосе (Дубосе попал в плен 6 апреля и бригадой командовал капитан Эспай)
  - 16-й джорджианский пехотный полк (54 чел.)
  - 18-й джорджианский пехотный полк (53 чел.)
  - 24-й джорджианский пехотный полк (62 чел.)
  - 3-й джорджианский снайперский батальон (24 чел.)
  - Легион Кобба (56 чел.)
  - Легион Филлипса (93 чел.)
- Бригада Бенжамена Хемфрейза (Хемфрейз попал в плен 6 апреля и бригадой командовал капитан Гвин Черри)
  - 13-й Миссисипский пехотный полк (85 чел.)
  - 17-й Миссисипский пехотный полк (64 чел.)
  - 18-й Миссисипский пехотный полк (48 чел.)
  - 21-й Миссисипский пехотный полк (49 чел.)
- Бригада Джеймса Симмса (Симмс попал в плен 6 апреля и бригадой командовал капитан Джордж Вальдрон)
  - 10-й Джорджианский пехотный полк (50 чел.)
  - 50-й Джорджианский пехотный полк (30 чел.)
  - 51-й Джорджианский пехотный полк (43 чел.)
  - 53-й Джорджианский пехотный полк (64 чел.)

Дивизия Уильяма Махоуна
- Бригада Уильяма Форни[англ.]
  - 8-й Алабамский пехотный полк (170 чел.)
  - 9-й Алабамский пехотный полк (78 чел.)
  - 10-й Алабамский пехотный полк (228 чел.)
  - 11-й Алабамский пехотный полк (190 чел.)
  - 13-й Алабамский пехотный полк (91 чел.)
  - 14-й Алабамский пехотный полк (193 чел.)
- Бригада Дэвида Вайсигера
  - 6-й Вирджинский пехотный полк (111 чел.)
  - 12-й Вирджинский пехотный полк (190 чел.)
  - 16-й Вирджинский пехотный полк (125 чел.)
  - 41-й Вирджинский пехотный полк (109 чел.)
  - 61-й Вирджинский пехотный полк (119 чел.)
- Бригада Натаниеля Харриса
  - 12-й Миссисипский пехотный полк (55 чел.)
  - 16-й Миссисипский пехотный полк (72 чел.)
  - 16-й Миссисипский пехотный полк (138 чел.)
  - 48-й Миссисипский пехотный полк (99 чел.)
- Бригада Соррела ( под ком. полковника Джорджа Тэйлора)
  - 3-й джорджианский пехотный полк (248 чел.)
  - 2-й джорджианский пехотный полк (220 чел.)
  - 48-й джорджианский пехотный полк (207 чел.)
  - 64-й джорджианский пехотный полк (105 чел.)
  - 2-й джорджианский пехотный батальон (83 чел.)
  - 10-й джордианский пехотный батальон (166 чел.)
- Бригада Файнегана (полковник Дэвид Лэнг)
  - 2-й флоридский пехотный полк (70 чел.)
  - 5-й флоридский пехотный полк (53 чел.)
  - 8-й флоридский пехотный полк (34 чел.)
  - 9-й флоридский пехотный полк (124 чел.)
  - 10-й флоридский пехотный полк (172 чел.)
  - 11-й флоридский пехотный полк (23 чел.)

Дивизия Генри Хета
- Бригада Джозефа Дэвиса
  - 1-й пехотный батальон (9 чел.)
  - 2-й Миссисипский пехотный полк (20 чел.)
  - 11-й Миссисипский пехотный полк (19 чел.)
  - 26-й Миссисипский пехотный полк (12 чел.)
  - 42-й Миссисипский пехотный полк (6 чел.)
- Бригаду Джона Кука
  - 15-й северокаролинский пехотный полк (137 чел.)
  - 27-й северокаролинский пехотный полк (117 чел.)
  - 46-й северокаролинский пехотный полк (118 чел.)
  - 48-й северокаролинский пехотный полк (101 чел.)
  - 55-й северокаролинский пехотный полк (83 чел.)
- Бригада Уильяма Макрея
  - 11-й северокаролинский пехотный полк (84 чел.)
  - 26-й северокаролинский пехотный полк (131 чел.)
  - 44-й северокаролинский пехотный полк (83 чел.)
  - 47-й северокаролинский пехотный полк (77 чел.)
  - 52-й северокаролинский пехотный полк (96 чел.)
- Бригада Уильяма Маккомба
  - 2-й мерилендский пехотный батальон (63 чел.)
  - 1-й теннессийский пехотный полк (Provisional Army) (38 чел.)
  - 7-й теннессийский пехотный полк (48 чел.)
  - 14-й теннессийский пехотный полк (41 чел.)
  - 17-й теннессийский пехотный полк (68 чел.)
  - 23-й теннессийский пехотный полк (56 чел.)
  - 25-й теннессийский пехотный полк (25 чел.)
  - 44-й теннессийский пехотный полк (58 чел.)
  - 63-й теннессийский пехотный полк (75 чел.)

Дивизия Кадмуса Уилкокса
- Бригада Эдварда Томаса
  - 14-й Джорджианский пехотный полк (168 чел.)
  - 35-й Джорджианский пехотный полк (137 чел.)
  - 45-й Джорджианский пехотный полк (112 чел.)
  - 49-й Джорджианский пехотный полк (112 чел.)
- Бригада Джеймса Лэйна
  - 18-й Северокаролинский пехотный полк (99 чел.)
  - 28-й Северокаролинский пехотный полк (232 чел.)
  - 33-й Северокаролинский пехотный полк (120 чел.)
  - 37-й Северокаролинский пехотный полк (111 чел.)
- Бригада Самуэля Макгоуэна
  - 1-й Южнокаролинский пехотный полк (Provisional Army) (116 чел.)
  - 12-й Южнокаролинский пехотный полк (161 чел.)
  - 13-й Южнокаролинский пехотный полк (198 чел.)
  - 14-й Южнокаролинский пехотный полк (265 чел.)
  - "Винтовки Орра" (157 чел.)
- Бригада Джозефа Скейлса (под командованием полковника Джозефа Хаймана
  - 13-й Северокаролинский пехотный полк (218 чел.)
  - 16-й северокаролинский пехотный полк (96 чел.)
  - 22-й Северокаролинский пехотный полк (111 чел.)
  - 34-й Северокаролинский пехотный полк (169 чел.)
  - 38-й Северокаролинский пехотный полк (132 чел.)

## Второй корпус Северовирджинской армии
Командующий: генерал-майор Джон Гордон. Размер корпуса — 8399 человек
Дивизия Брайана Граймса
- Бригада полковника Эдвина Хобсона
  - 3-й Алабамский пехотный полк (105 чел.)
  - 5-й Алабамский пехотный полк (62 чел.)
  - 6-й Алабамский пехотный полк(87 чел.)
  - 12-й Алабамский пехотный полк (69 чел.)
  - 61-й Алабамский пехотный полк (50 чел.)
- Бригада Брайана Граймса (ком. полковник Кованд)
  - 32-й Северокаролинский пехотный полк (119 чел.)
  - 43-й Северокаролинский пехотный полк (179 чел.)
  - 45-й Северокаролинский пехотный полк (97 чел.)
  - 53-й Северокаролинский пехотный полк (96 чел.)
  - 2-й Северокаролинский пехотный батальон (52 чел.)
- Бригада Уильяма Кокса
  - 1-й Северокаролинский пехотный полк (73 чел.)
  - 2-й Северокаролинский пехотный полк (64 чел.)
  - 3-й Северокаролинский пехотный полк (58 чел.)
  - 4-й Северокаролинский пехотный полк (117 чел.)
  - 14-й Северокаролинский пехотный полк (121 чел.)
  - 30-й Северокаролинский пехотный полк (162 чел.)
- Бригада полковника Эдвина Нэша (Бригада Кука)
  - 4-й Джорджианский пехотный полк (148 чел.)
  - 12-й Джорджианский пехотный полк (70 чел.)
  - 21-й Джорджианский пехотный полк (65 чел.)
  - 44-й Джорджианский пехотный полк (83 чел.)
- Бригада Флетчера Арчера

Дивизия Эрли (под ком. Джеймса Уокера)
- Бригада Джонстона (под ком. полковника Джона Леа)
  - 5-й Северокаролинский пехотный полк (93 чел.)
  - 12-й Северокаролинский пехотный полк (152 чел.)
  - 20-й Северокаролинский пехотный полк (83 чел.)
  - 23-й Северокаролинский пехотный полк (91 чел.)
  - 1-й Северокаролинский снайперский батальон (69 чел.)
- Бригада Льюиса (под ком. полковника Джона Бэрда)
  - 6-й Северокаролинский пехотный полк (188 чел.)
  - 21-й Северокаролинский пехотный полк (111 чел.)
  - 54-й Северокаролинский пехотный полк (61 чел.)
  - 57-й Северокаролинский пехотный полк (82 чел.)
- Бригаду Уокера (под ком. майора Генри Кида Дугласа)
  - 13-й Вирджинский пехотный полк (63 чел.)
  - 31-й Вирджинский пехотный полк (57 чел.)
  - 49-й Вирджинский пехотный полк (62 чел.)
  - 52-й Вирджинский пехотный полк (60 чел.)
  - 58-й Вирджинский пехотный полк (67 чел.)

Дивизия Гордона (под ком. бриг. генерала Клемента Эванса)
- Бригада Эванса (под ком. полковника Джона Лоува)
  - 13-й Джорджианский пехотный полк (174 чел.)
  - 26-й Джорджианский пехотный полк (220 чел.)
  - 31-й Джорджианский пехотный полк (123 чел.)
  - 38-й Джорджианский пехотный полк (112 чел.)
  - 60-й Джорджианский пехотный полк (91 чел.)
  - 61-й Джорджианский пехотный полк (82 чел.)
  - 9-й Джорджианский батальон тяжёлой артиллерии (21 чел.)
  - 12-й Джорджианский батальон тяжёлой артиллерии (16 чел.)
  - 18-й Джорджианский пехотный батальон (16 чел.)
- Бригада Терри (под ком. Титуса Уильямса)
  - 2-й Вирджинский пехотный полк (74 чел.)
  - 4-й Вирджинский пехотный полк (47 чел.)
  - 5-й Вирджинский пехотный полк (56 чел.)
  - 10-й Вирджинский пехотный полк (50 чел.)
  - 21-й Вирджинский пехотный полк (57 чел.)
  - 23-й Вирджинский пехотный полк (59 чел.)
  - 25-й Вирджинский пехотный полк (19 чел.)
  - 27-й Вирджинский пехотный полк (22 чел.)
  - 33-й Вирджинский пехотный полк (19 чел.)
  - 37-й Вирджинский пехотный полк (42 чел.)
  - 42-й Вирджинский пехотный полк (53 чел.)
  - 44-й Вирджинский пехотный полк (16 чел.)
  - 48-й Вирджинский пехотный полк (41 чел.)
- Бригада Йорка (полковник Эуген Уаггамен)
  - 1-й луизианский пехотный полк (19 чел.)
  - 2-й луизианский пехотный полк (44 чел.)
  - 5-й луизианский пехотный полк (19 чел.)
  - 6-й луизианский пехотный полк (56 чел.)
  - 7-й луизианский пехотный полк (43 чел.)
  - 8-й луизианский пехотный полк (58 чел.)
  - 9-й луизианский пехотный полк (68 чел.)
  - 10-й луизианский пехотный полк (17 чел.)
  - 14-й луизианский пехотный полк (32 чел.)
  - 15-й луизианский пехотный полк (19 чел.)

Дивизия Джонсона (генерал-майор Башрод Джонсон; отстранен 8 апреля и заменен на Уильяма Уоллеса)
- Бригада Уоллеса (бригадный генерал Уильям Уоллес)
  - 17-й южнокаролинский пехотный полк (121 чел.)
  - 18-й южнокаролинский пехотный полк (160 чел.)
  - 22-й южнокаролинский пехотный полк (89 чел.)
  - 23-й южнокаролинский пехотный полк (106 чел.)
  - 26-й южнокаролинский пехотный полк (124 чел.)
  - Легион Холкомба (34 чел.)
- Бригада Муди (бригадный генерал Янг Муди попал в плен 8 апреля и заменен на полковника Мартина Стенсела)
  - 41-й алабамский пехотный полк (99 чел.)
  - 43-й алабамский пехотный полк (128 чел.)
  - 59-й алабамский пехотный полк (110 чел.)
  - 60-й алабамский пехотный полк (184 чел.)
  - 23-й алабамский пехотный батальон (47 чел.)
- Бригада Уайза: бригадный генерал Генри Уайз
  - 26-й вирджинский пехотный полк (96 чел.)
  - 34-й вирджинский пехотный полк (245 чел.)
  - 46-й вирджинский пехотный полк (139 чел.)
  - 59-й вирджинский пехотный полк (149 чел.)
- Бригада Рэнсома: бригадный генерал Мэтью Рэнсом
  - 24-й северокаролинский пехотный полк (55 чел.)
  - 25-й северокаролинский пехотный полк (78 чел.)
  - 35-й северокаролинский пехотный полк (117 чел.)
  - 49-й северокаролинский пехотный полк (108 чел.)
  - 56-й северокаролинский пехотный полк (72 чел.)

## Третий корпус Северовирджинской армии
(Дивизии корпуса переведены в состав II корпуса)

## Кавалерийский корпус
1559 человек под командованием генерал-майора Фицхью Ли
Дивизия Фицхью Ли (под командованием Томаса Манфорда)
- Бригада Томаса Манфорда
  - 1-й Вирджинский кавалерийский полк (1 чел.)
  - 2-й Вирджинский кавалерийский полк (47 чел.)
  - 3-й Вирджинский кавалерийский полк (4 чел.)
  - 4-й Вирджинский кавалерийский полк (7 чел.)
- Бригада Пейна (бриг.ген. Уильям Пейн ранен 6 апреля)
  - 5-й вирджинский кавалерийский полк (2 чел.)
  - 6-й вирджинский кавалерийский полк (4 чел.)
  - 15-й вирджинский кавалерийский полк (?)
  - 36-й вирджинский кавалерийский батальон (92 чел.)
- Бригада Мартина Гери
  - 7-й джорджианский кавалерийский полк (46 чел.)
  - 7-й южнокаролинский кавалерийский полк (384 чел.)
  - Легион Хэмптона (южнокаролинский) (246 чел.)
  - 24th вирджинский кавалерийский полк (165 чел.)

Дивизия Уильяма Ли
- Бригада Бэррингера (бригадный генерал Руфус Бэрингер попал в плен 3 апреля)
  - 1-й северокаролинский кавалерийский полк (10 чел.)
  - 2-й северокаролинский кавалерийский полк (10 чел.)
  - 3-й северокаролинский кавалерийский полк (2 чел.)
  - 5-й северокаролинский кавалерийский полк (6 чел.)

## Ричмондский военный департамент
Ок. 1450 человек под командованием подполковника Томаса Спенсера.
Дивизия Дж. В. К. Ли(генерал-майор Ли попал в плен 6 апреля)
- Бригада Сета Бартона (генерал Бартон попал в плен 6 апреля)
  - 22-й вирджинский пехотный батальон (13 чел.)
  - 25-й вирджинский пехотный батальон (25 чел.)
  - 40-й вирджинский пехотный полк (9 чел.)
  - 47-й и 50-й вирджинские пехотные полки, сведенные (7 чел.)
- Бригада Патрика Мура
  - 2-й Virginia Local Defense Troops (2 чел.)
  - 3-й Virginia Local Defense Troops (1 чел.)
  - 1-й вирджинский резервный полк (2 чел.)
  - 2-й вирджинский резервный полк (8 чел.)
  - 1-й вирджинский резервный батальон (16 чел.)
  - 2-й вирджинский резервный батальон (2 чел.)
- Артиллерийская бригада Степлтона Кратчфилда (Кратчфилд был убит 6 апреля, его артиллерийская бригада в ходе отступления к Аппоматтоксу использовалась как пехотная)
- Гарнизон Дрюрис-Блафф
- Военно-морская бригада